# Hải Hòa, Móng Cái
Hải Hòa là phường thuộc thành phố Móng Cái, tỉnh Quảng Ninh, Việt Nam.

## Dân số và diện tích
Phường Hải Hoà có diện tích 38,92 km², dân số năm 2007 là 8.452 người, mật độ dân số đạt 217 người/km².

## Địa giới hành chính
Phường Hải Hòa nằm ở phía đông của thành phố Móng Cái, ở hữu ngạn sông Bắc Luân.
- Phía đông giáp Vịnh Bắc Bộ.
- Phía nam giáp phường Trà Cổ và xã Hải Xuân, thành phố Móng Cái.
- Phía tây giáp các phường Trần Phú, Hòa Lạc, thành phố Móng Cái.
- Phía bắc giáp Trung Quốc.

## Lịch sử hành chính
Năm 1979, các xã Xuân Hòa, Xuân Hải và Lục Lầm thuộc huyện Móng Cái được sáp nhập thành thị trấn nông trường Hải Hòa.
Năm 1994, xã Hải Hòa thuộc huyện Hải Ninh được thành lập trên cơ sở thị trấn nông trường Hải Hòa.
Năm 1998, xã Hải Hòa thuộc thị xã Móng Cái mới thành lập trên cơ sở huyện Hải Ninh.
Năm 2008, xã Hải Hòa chuyển thành phường Hải Hoà.